# Theo de Jong
Theodorus „Theo” Jacob de Jong (ur. 11 sierpnia 1947 w Leeuwarden) – holenderski piłkarz, grający na pozycji pomocnika lub napastnika, oraz trener piłkarski. Z reprezentacją Holandii, w której barwach rozegrał 15 meczów, zdobył wicemistrzostwo świata w 1974. Przez trzy lata był zawodnikiem Feyenoordu. Triumfował z nim w rozgrywkach o mistrzostwo kraju i raz w Pucharze UEFA.

## Kariera piłkarska
Oprócz Feyenoordu grał w: Blauw-Wit Amsterdam, NEC Nijmegen, Rodzie Kerkrade, Hongkongu i FC Den Bosch.

## Sukcesy piłkarskie
- mistrzostwo Holandii 1974 oraz Puchar UEFA 1974 z Feyenoordem Rotterdam

W reprezentacji Holandii od 1972 do 1974 roku rozegrał 15 meczów i strzelił 3 gole – wicemistrzostwo świata 1974.

## Kariera szkoleniowa
W latach 1986–1989 był trenerem FC Den Bosch, później pracował m.in. w Willem II Tilburg.

## Sukcesy szkoleniowe
- półfinał Pucharu Holandii 1987 z FC Den Bosch